# 安部キミ子
安部 キミ子（あべ キミこ、1907年（明治40年）7月12日 - 1996年（平成8年）3月8日）は、日本の教育者、政治家。参議院議員（1期）。

## 経歴

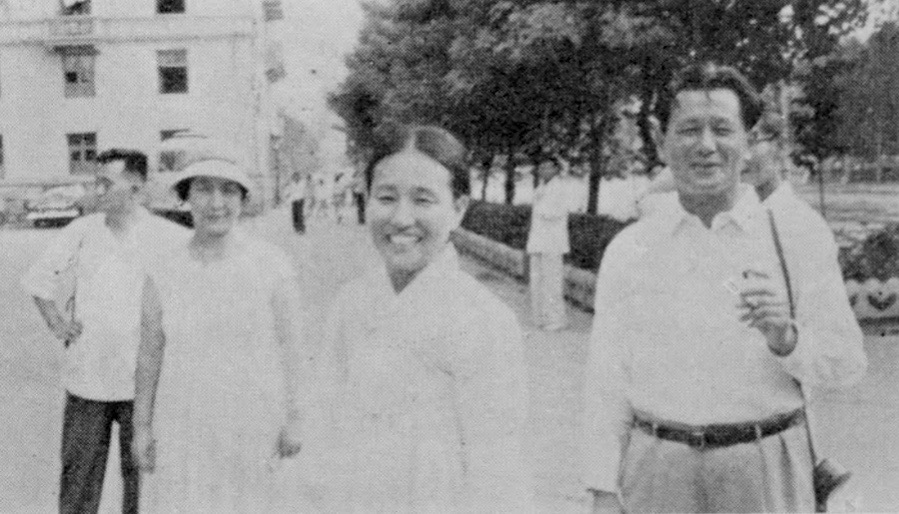
左から一人おいて、安部キミ子、文藝峰。1960年、平壌市にて。

山口県大津郡仙崎村（仙崎町を経て現長門市仙崎）で生まれる。仙崎小学校、山口県立深川高等女学校（のち山口県立大津高等学校）、文化服装学院本科を経て、1938年（昭和13年）共立女子専門学校（現共立女子大学）本科を卒業した。同年、防府市立実践女学校教諭に就任。その後、母校の深川高等女学校教諭に転じた。
1946年（昭和21年）深川幼稚園、私立長門文化服装学院を設立して、園長、院長に就任。公選で山口県教育委員に選ばれた。また、日中友好協会理事、原水爆禁止日本協議会幹事、日本アジア連帯委員会常任理事、日朝協会副会長などを務めた。
1953年（昭和28年）4月の第3回参議院議員通常選挙で山口県選挙区（定数1）から無所属で立候補して初当選した。日本社会党に所属して参議院議員を1期務めた。1959年（昭和34年）の参院選で次点で落選した。
1976年11月の秋の叙勲で勲三等に叙され、宝冠章を受章する。
1996年3月8日、死去した。88歳没。